# Galearia stenophylla
Galearia stenophylla là một loài thực vật có hoa trong họ Pandaceae. Loài này được Merr. mô tả khoa học đầu tiên năm 1922.